# Antero Gheri
Antero Gheri (Casellina e Torri, 15 gennaio 1908 – Zona di Tibé, 21 settembre 1937) è stato un militare italiano, insignito della medaglia d'oro al valor militare alla memoria nel corso delle grandi operazioni di polizia coloniale in Africa Orientale Italiana.

## Biografia
Nacque a Casellina e Torri, provincia di Firenze, il 15 gennaio 1908, figlio di Virgilio e Bianchina Lasimio.
Dopo aver conseguito il diploma di perito agronomo coloniale presso l'Istituto agricolo coloniale di Firenze, si arruolò nel Regio Esercito iniziando a frequentare la Scuola allievi ufficiali di complemento di Moncalieri il 4 agosto 1929. Nel febbraio dell'anno successivo era promosso sottotenente, assegnato in servizio al 73º Reggimento fanteria. Posto in congedo nel settembre 1930, venne assunto presso la sede di Firenze della Fiat, con compiti amministrativi. Nel luglio 1935 ottenne la promozione a tenente a scelta ordinaria e nel 1937, con il grado di capomanipolo della Milizia Volontaria Sicurezza Nazionale fu mobilitato per le esigenze dell'Africa Orientale Italiana e, assegnato al CLXXXV Battaglione CC.NN., con esso si imbarcò a Napoli il 21 febbraio sbarcando a Massaua, in Eritrea, il 2 marzo successivo. Cadde in combattimento nella zona di Tibé il 21 settembre, nel corso delle grandi operazioni di polizia coloniale, venendo decorato con la medaglia d'oro al valor militare alla memoria.

### Fonti
1. 1 2 3 4 5  Combattenti Liberazione.
2. 1 2 3  Gruppo Medaglie d'Oro al Valor Militare 1965, p. 258.
3. ↑   Medaglia d'oro al valor militare, su quirinale.it, Quirinale. URL consultato l'11 luglio 2021.